# Coupe d'Angleterre de football 2005-2006
Navigation
Coupe d'Angleterre 2004-2005 Coupe d'Angleterre 2006-2007
La Coupe d'Angleterre de football 2005-2006 est la 125e édition de la Coupe d'Angleterre de football. Liverpool remporte aux tirs au but sa septième Coupe d'Angleterre de football au détriment de West Ham United après une finale se finissant sur le score de 3-3 après prolongation dans l'enceinte du stade du Millennium Stadium de Cardiff. 674 équipes ont pris part à la compétition.
C'est la dernière édition que le Millennium Stadium de Cardiff accueillait la finale de la Coupe d'Angleterre.

## Quatrième tour
|        | Équipe 1                | Score | Équipe 2          | Spectateurs |
| ------ | ----------------------- | ----- | ----------------- | ----------- |
| 1      | Stoke City              | 2–1   | Walsall           | 8,834       |
| 2      | Cheltenham Town         | 0–2   | Newcastle United  | 7,022       |
| 3      | Coventry City           | 1-1   | Middlesbrough     | 28,120      |
| rejoué | Middlesbrough           | 1–0   | Coventry City     | 14,131      |
| 4      | Reading                 | 1–1   | Birmingham City   | 23,762      |
| rejoué | Birmingham City         | 2–1   | Reading           | 16,644      |
| 5      | Portsmouth              | 1–2   | Liverpool         | 17,247      |
| 6      | Leicester City          | 0–1   | Southampton       | 20,427      |
| 7      | Bolton Wanderers        | 1–0   | Arsenal           | 13,326      |
| 8      | Aston Villa             | 3–1   | Port Vale         | 30,434      |
| 9      | Brentford               | 2-1   | Sunderland        | 11,698      |
| 10     | Manchester City         | 1-0   | Wigan Athletic    | 30,811      |
| 11     | Everton                 | 1–1   | Chelsea           | 29,742      |
| rejoué | Chelsea                 | 4–1   | Everton           | 39,301      |
| 12     | Preston North End       | 1–1   | Crystal Palace    | 9,489       |
| rejoué | Crystal Palace          | 1–2   | Preston North End | 7,356       |
| 13     | West Ham United         | 4-2   | Blackburn Rovers  | 23,700      |
| 14     | Colchester United       | 3-1   | Derby County      | 5,933       |
| 15     | Charlton Athletic       | 2–1   | Leyton Orient     | 22,029      |
| 16     | Wolverhampton Wanderers | 0–3   | Manchester United | 28,333      |

## Cinquième tour
|        | Équipe 1          | Score | Équipe 2          | Spectateurs |
| ------ | ----------------- | ----- | ----------------- | ----------- |
| 1      | Preston North End | 0–2   | Middlesbrough     | 19,877      |
| 2      | Newcastle United  | 1–0   | Southampton       | 40,975      |
| 3      | Aston Villa       | 1–1   | Manchester City   | 23,847      |
| rejoué | Manchester City   | 2–1   | Aston Villa       | 33,006      |
| 4      | Chelsea           | 3-1   | Colchester United | 41,810      |
| 5      | Charlton Athletic | 3–1   | Brentford         | 22,098      |
| 6      | Liverpool         | 1–0   | Manchester United | 44,039      |
| 7      | Bolton Wanderers  | 0–0   | West Ham United   | 17,120      |
| rejoué | West Ham United   | 2–1   | Bolton Wanderers  | 24,685      |
| 8      | Stoke City        | 0–1   | Birmingham City   | 18,768      |

## Quarts de finale
| 23 mars 2006 | Charlton Athletic | 0 – 0 | Middlesbrough | The Valley, Londres  |
|              |                   |       |               | Spectateurs : 24 187 |

| 20 mars 2006 | Manchester City | 1 – 2 | West Ham United | City of Manchester Stadium, Manchester |                      |
|              | Musampa 84e     |       | Ashton 40e 68e  | Spectateurs : 39 357                   | Spectateurs : 39 357 |

| 22 mars 2006 | Chelsea  | 1 – 0 | Newcastle United | Stamford Bridge, Londres |                      |
|              | Terry 3e |       |                  | Spectateurs : 42 279     | Spectateurs : 42 279 |

| 21 mars 2006 | Birmingham City | 0 – 7 | Liverpool                                                                             | St Andrew's, Birmingham |                      |
|              |                 |       | Hyypiä 1re · Crouch 4e 37e · Morientes 59e · Riise 69e · Tébily 76e (csc) · Cissé 88e | Spectateurs : 27 378    | Spectateurs : 27 378 |

### Match à rejouer
| 12 avril 2006 | Middlesbrough                                                | 4 – 2 | Charlton Athletic                | Riverside Stadium, Middlesbrough |                      |
|               | Rochemback 10e · Morrison 25e · Hasselbaink 72e · Viduka 76e |       | Hughes 12e · Southgate 75e (csc) | Spectateurs : 30 248             | Spectateurs : 30 248 |

## Demi-finales
| 22 avril 2006 | Chelsea    | 1 – 2 | Liverpool                   | Old Trafford, Manchester |                      |
|               | Drogba 69e |       | Riise 20e · Luis García 52e | Spectateurs : 64 575     | Spectateurs : 64 575 |

| 23 avril 2006 | Middlesbrough | 0 – 1 | West Ham United | Villa Park, Birmingham |                      |
|               |               |       | Harewood 77e    | Spectateurs : 39 148   | Spectateurs : 39 148 |

## Finale
| Titulaires : |  |
| |  |
| 25 José Manuel Reina · 3 Steve Finnan · 23 Jamie Carragher · 4 Sami Hyypiä · 6 John Arne Riise · 8 Steven Gerrard (c) · 14 Xabi Alonso 67e · 22 Mohamed Sissoko · 7 Harry Kewell 48e · 9 Djibril Cissé · 15 Peter Crouch 71e · |  |
| Remplaçants : |  |
| 1 Jerzy Dudek · 2 Jan Kromkamp 67e · 21 Djimi Traoré · 16 Dietmar Hamann 71e · 19 Fernando Morientes 48e · |  |
| Entraîneur : |  |
| Rafael Benítez |  |

| Titulaires : |  |
| |  |
| 34 Shaka Hislop · 2 Lionel Scaloni · 5 Anton Ferdinand · 4 Daniel Gabbidon · 3 Paul Konchesky · 15 Yossi Benayoun · 6 Carl Fletcher 77e · 20 Nigel Reo-Coker (c) · 11 Matthew Etherington 85e · 9 Dean Ashton 71e · 10 Marlon Harewood · |  |
| Remplaçants : |  |
| 23 Jimmy Walker · 7 Christian Dailly 77e · 19 James Collins · 8 Teddy Sheringham 85e · 25 Bobby Zamora 71e · |  |
| Entraîneur : |  |
| Alan Pardew |  |

| Titulaires : |  |
| |  |
| 25 José Manuel Reina · 3 Steve Finnan · 23 Jamie Carragher · 4 Sami Hyypiä · 6 John Arne Riise · 8 Steven Gerrard (c) · 14 Xabi Alonso 67e · 22 Mohamed Sissoko · 7 Harry Kewell 48e · 9 Djibril Cissé · 15 Peter Crouch 71e · |  |
| Remplaçants : |  |
| 1 Jerzy Dudek · 2 Jan Kromkamp 67e · 21 Djimi Traoré · 16 Dietmar Hamann 71e · 19 Fernando Morientes 48e · |  |
| Entraîneur : |  |
| Rafael Benítez |  |

| Titulaires : |  |
| |  |
| 34 Shaka Hislop · 2 Lionel Scaloni · 5 Anton Ferdinand · 4 Daniel Gabbidon · 3 Paul Konchesky · 15 Yossi Benayoun · 6 Carl Fletcher 77e · 20 Nigel Reo-Coker (c) · 11 Matthew Etherington 85e · 9 Dean Ashton 71e · 10 Marlon Harewood · |  |
| Remplaçants : |  |
| 23 Jimmy Walker · 7 Christian Dailly 77e · 19 James Collins · 8 Teddy Sheringham 85e · 25 Bobby Zamora 71e · |  |
| Entraîneur : |  |
| Alan Pardew |  |

| Liverpool | West Ham |